# Valtatie 25
Pour les articles homonymes, voir Valtatie et Route nationale 25.
La route nationale 25 (en finnois : Valtatie 25, en suédois : Riksväg 25) est une route nationale de Finlande menant de Hanko à Mäntsälä.
Elle mesure 172 kilomètres de long.

## Trajet
La route nationale 25 est aussi appelée la rocade extérieure d'Helsinki. 
La route à deux voies de bonne qualité.
Entre Lohja et Muijala, elle forme un tronçon d'autoroute commun de 7 kilomètres avec la  route nationale 1.
La route continue de Mäntsälä à Porvoo en tant que route principale 55.
La route nationale 25 traverse les municipalités suivantes :
Hanko – Raseborg – Ingå – Raseborg (bis) – Lohja – Vihti – Nurmijärvi – Vihti (bis) – Hyvinkää – Nurmijärvi (bis) – Hyvinkää (bis) – Mäntsälä.

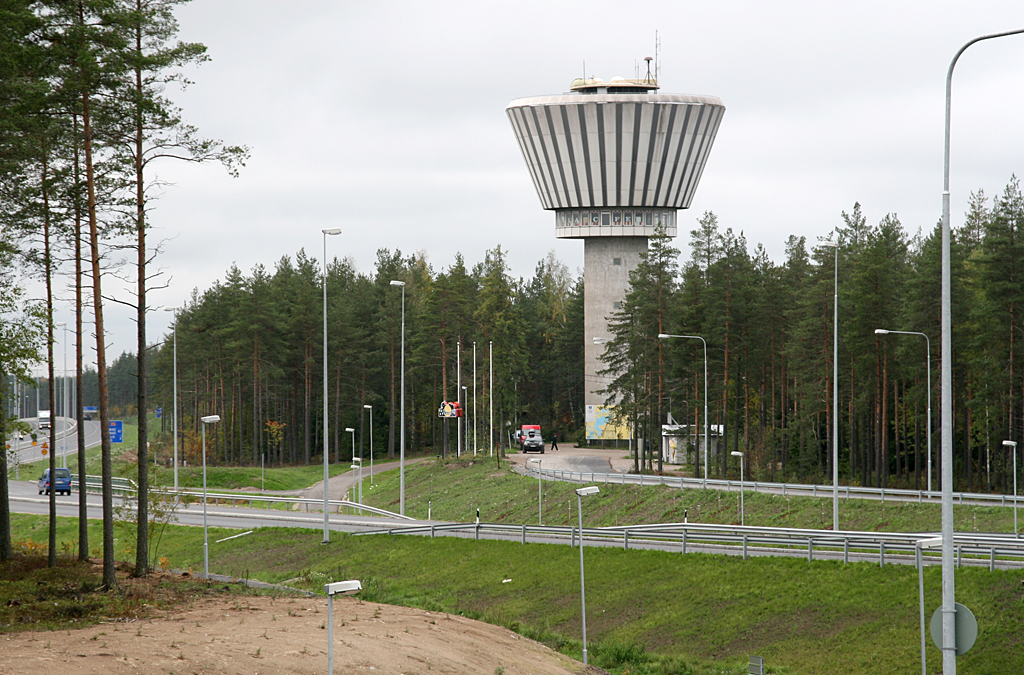
Château d'eau de Lohja.